# Košický Klečenov
Košický Klečenov és un poble i municipi d'Eslovàquia. Es troba a la regió de Košice, a l'est del país.

## Història
La primera referència escrita de la vila data del 1427.

## Demografia
| Godina             | 1994 | 2004    | 2014   | 2024    |
| ------------------ | ---- | ------- | ------ | ------- |
| Nombre de persones | 222  | 267     | 280    | 309     |
| Diferència         |      | +20,27% | +4,86% | +10,35% |

| Godina             | 2023 | 2024   |
| ------------------ | ---- | ------ |
| Nombre de persones | 311  | 309    |
| Diferència         |      | −0,64% |